# منیره سلطان
منیره سلطان (به زبان ترکی استانبولی: Münire Sultan، به ترکی عثمانی: منیره سلطان؛ ۹ دسامبر ۱۸۴۴ – ۲۹ ژوئن ۱۸۶۲) یک شاهزاده خانم عثمانی، دختر سلطان عبدالمجید اول و همسرش وردیچنان کادین بود.

## اوایل زندگی
منیره سلطان در نهم دسامبر ۱۸۴۴ در کاخ توپکاپی به دنیا آمد. پدرش سلطان عبدالمجید اول و مادرش وردیچنان کادین نام داشت.

## ازدواج اول

### نامزدی
در مارس ۱۸۵۴، قاصدی از استانبول، نامزدی منیره سلطان را با شاهزاده ابراهیم الهامی پاشا، پسر عباس اول مصر و همسرش ماهیویچ هانیم اعلام کرد.

### عروسی
این ازدواج در ۱۰ اوت ۱۸۵۴ در خانه ساحلی بالتالیمانی "Baltalimanı sahilhane" استانبول انجام شد.

## ازدواج دوم
منیره سلطان هنگام مرگ شاهزاده ابراهیم الحمی در سال ۱۸۶۰ بیوه شد، هنگامی که قایق وی در حین عبور از بسفر در نزدیکی کاخ ببک واژگون شد.

## مرگ
منیره سلطان در هفده سالگی در کاخ خود واقع در فندق‌لی (به ترکی استانبلی: Findiklı) در ۲۹ ژوئن ۱۸۶۲ درگذشت و در مقبره گلستو خانم (به ترکی استانبلی: Gülüstü Hanim)، مسجد فاتح استانبول به خاک سپرده شد.